# 15. ceremonia wręczenia nagród Gildii Aktorów Ekranowych
15. ceremonia wręczenia nagród Gildii Aktorów Ekranowych za rok 2008, odbyła się 25 stycznia 2009 roku w Shrine Exposition Center w Los Angeles. Galę transmitowała stacja TNT. Nagrody przyznawane są za wybitne osiągnięcia w sztuce aktorskiej w minionym roku.
18 grudnia 2008 roku w Los Angeles' Pacific Design Center's Silver Screen Theater Angela Bassett i Eric McCormack ogłosili nominacje do tegorocznych nagród.
Film Wątpliwość przewodniczy w nominacjach do nagród za produkcje kinowe. Obraz został nominowany niemal we wszystkich dostępnych kategoriach. Jednak obraz otrzymał tylko jedną statuetkę, dla Meryl Streep. Najlepszą obsadą uznana została ta z filmu Slumdog. Milioner z ulicy.
W kategoriach telewizyjnych prowadzą seriale Orły z Bostonu, Rockefeller Plaza 30, John Adams, Mad Men i Podkomisarz Brenda Johnson, które otrzymały po trzy nominacje. Bezkonkurencyjnym zwycięzcą okazał się serial Rockefeller Plaza 30, który otrzymał wszystkie nagrody do których był nominowany.

## Laureaci i nominowani

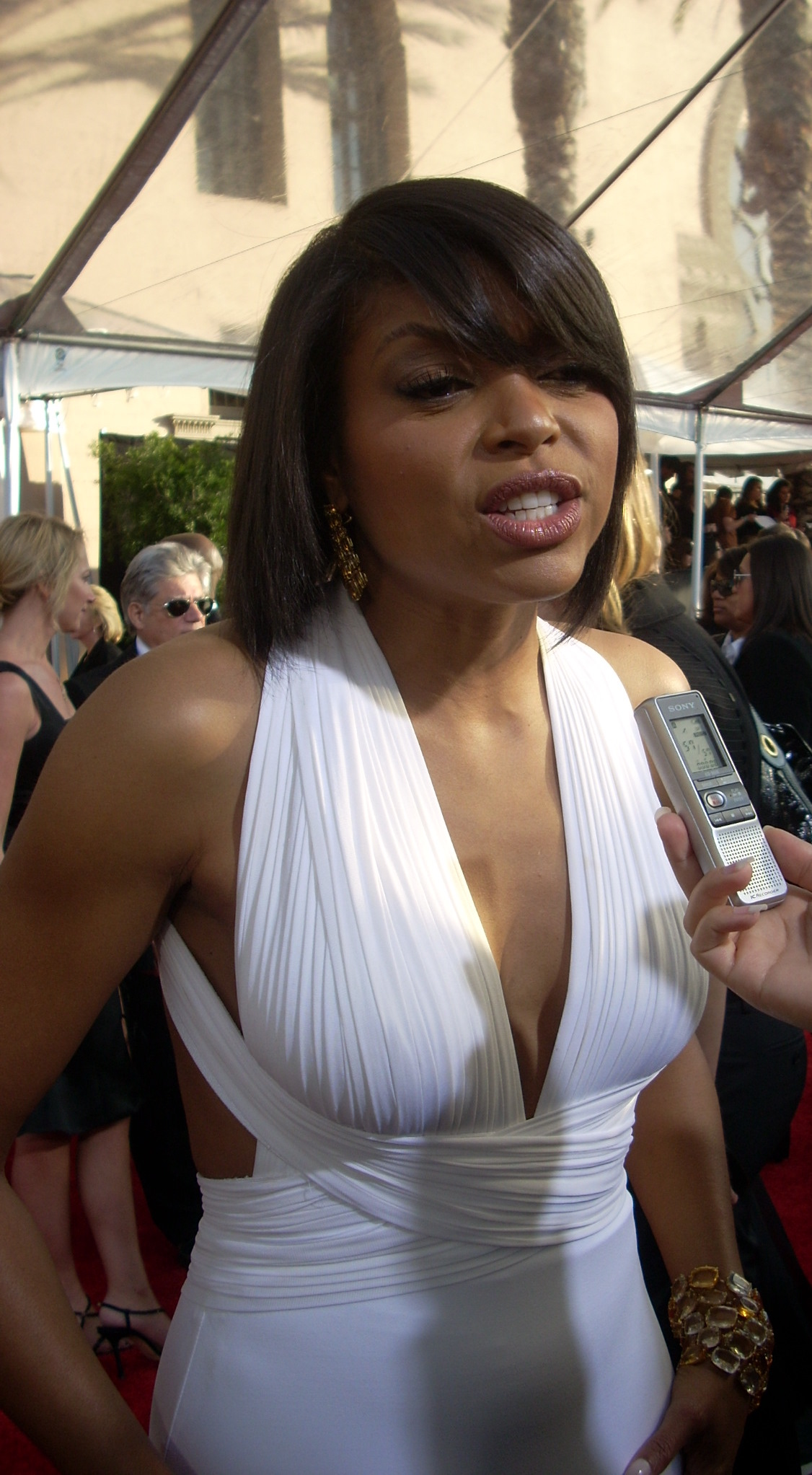
Taraji P. Henson, nominowana za rolę w filmie Ciekawy przypadek Benjamina Buttona

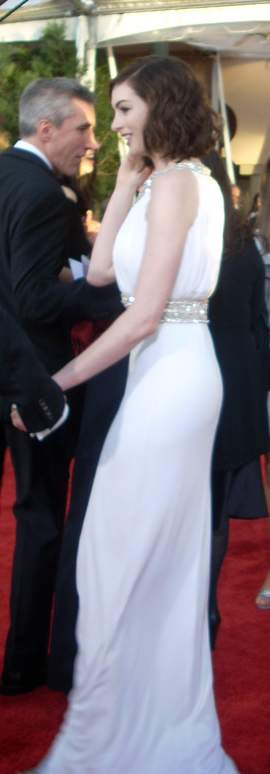
Anne Hathaway, nominowana za rolę w filmie Rachel wychodzi za mąż

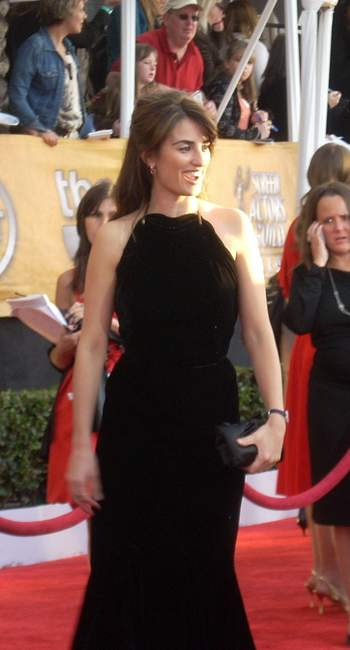
Penélope Cruz, nominowana za rolę w filmie Vicky Cristina Barcelona

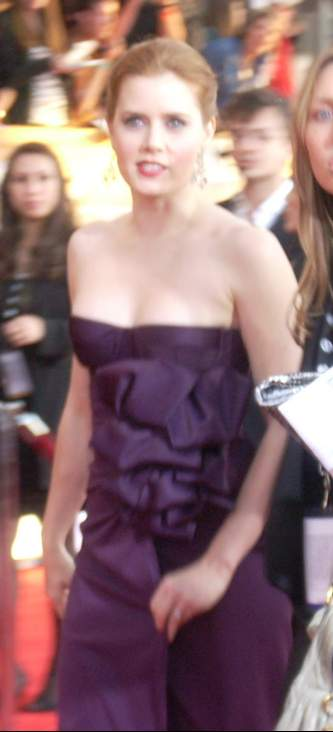
Amy Adams, nominowana za rolę w filmie Wątpliwość

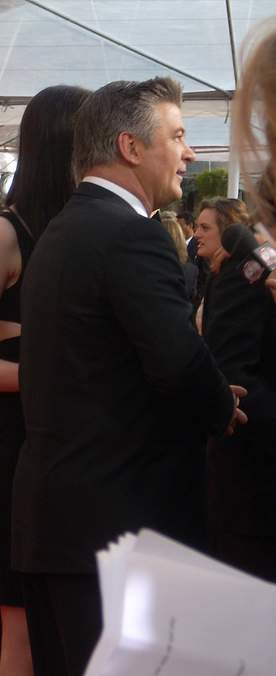
Alec Baldwin odebrał nagrodę za rolę w serialu Rockefeller Plaza 30

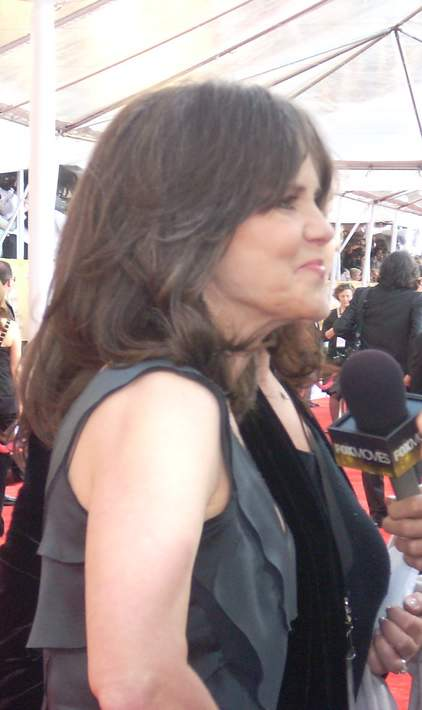
Sally Field odebrała nagrodę za rolę w serialu Bracia i siostry

Laureaci nagród wyróżnieni są wytłuszczeniem

### Produkcje kinowe

#### Wybitny występ aktora w roli pierwszoplanowej
- Sean Penn − Obywatel Milk
  - Richard Jenkins − Spotkanie
  - Frank Langella − Frost/Nixon
  - Brad Pitt − Ciekawy przypadek Benjamina Buttona
  - Mickey Rourke − Zapaśnik

#### Wybitny występ aktorki w roli pierwszoplanowej
- Meryl Streep − Wątpliwość
  - Anne Hathaway − Rachel wychodzi za mąż
  - Angelina Jolie − Oszukana
  - Melissa Leo − Rzeka ocalenia
  - Kate Winslet − Droga do szczęścia

#### Wybitny występ aktora w roli drugoplanowej
- Heath Ledger − Mroczny rycerz
  - Josh Brolin − Obywatel Milk
  - Robert Downey Jr. − Jaja w tropikach
  - Philip Seymour Hoffman − Wątpliwość
  - Dev Patel − Slumdog. Milioner z ulicy

#### Wybitny występ aktorki w roli drugoplanowej
- Kate Winslet − Lektor
  - Amy Adams − Wątpliwość
  - Penélope Cruz − Vicky Cristina Barcelona
  - Viola Davis − Wątpliwość
  - Taraji P. Henson − Ciekawy przypadek Benjamina Buttona

#### Wybitny występ zespołu aktorskiego w filmie kinowym
- Slumdog. Milioner z ulicy
  - Ciekawy przypadek Benjamina Buttona
  - Wątpliwość
  - Frost/Nixon
  - Obywatel Milk

#### Wybitny występ zespołu kaskaderskiego w filmie kinowym
- Mroczny rycerz
  - Hellboy: Złota armia
  - Indiana Jones i Królestwo Kryształowej Czaszki
  - Iron Man
  - Wanted – Ścigani

### Produkcje telewizyjne

#### Wybitny występ aktora w miniserialu lub filmie telewizyjnym
- Paul Giamatti − John Adams
  - Ralph Fiennes − Bernard i Doris
  - Kevin Spacey − Decydujący głos
  - Kiefer Sutherland − 24 godziny: Wybawienie
  - Tom Wilkinson − John Adams

#### Wybitny występ aktorki w miniserialu lub filmie telewizyjnym
- Laura Linney − John Adams
  - Laura Dern − Decydujący głos
  - Shirley MacLaine − Coco Chanel
  - Phylicia Rashad − Narodziny w słońcu
  - Susan Sarandon − Bernard i Doris

#### Wybitny występ aktora w serialu dramatycznym
- Hugh Laurie − Dr House
  - Michael C. Hall − Dexter
  - Jon Hamm − Mad Men
  - William Shatner − Orły z Bostonu
  - James Spader − Orły z Bostonu

#### Wybitny występ aktorki w serialu dramatycznym
- Sally Field − Bracia i siostry
  - Mariska Hargitay − Prawo i bezprawie
  - Holly Hunter − Ocalić Grace
  - Elisabeth Moss − Mad Men
  - Kyra Sedgwick − Podkomisarz Brenda Johnson

#### Wybitny występ aktora w serialu komediowym
- Alec Baldwin − Rockefeller Plaza 30
  - Steve Carell − Biuro
  - David Duchovny − Californication
  - Jeremy Piven − Ekipa
  - Tony Shalhoub − Detektyw Monk

#### Wybitny występ aktorki w serialu komediowym
- Tina Fey − Rockefeller Plaza 30
  - Christina Applegate − Kim jest Samantha?
  - America Ferrera − Brzydula Betty
  - Mary-Louise Parker − Trawka
  - Tracey Ullman − State of the Union

#### Wybitny występ zespołu aktorskiego w serialu dramatycznym
- Mad Men
  - Orły z Bostonu
  - Dexter
  - Dr House
  - Podkomisarz Brenda Johnson

#### Wybitny występ zespołu aktorskiego w serialu komediowym
- Rockefeller Plaza 30
  - Gotowe na wszystko
  - Ekipa
  - Biuro
  - Trawka

#### Wybitny występ zespołu kaskaderskiego w serialu telewizyjnym
- Herosi
  - Friday Night Lights
  - Skazany na śmierć
  - Podkomisarz Brenda Johnson
  - Jednostka

### Nagroda za osiągnięcia życia
- James Earl Jones